# Catoptria mytilella
Catoptria mytilella là một loài bướm đêm trong họ Crambidae.